# Gouvernementsgebouw (Assen)
Het Gouvernementsgebouw (1885) in de Nederlandse stad Assen is het voormalig provinciehuis van Drenthe. Het pand is sinds 1976 in gebruik bij het Drents Museum en sinds 1994 een rijksmonument.

## Geschiedenis
Na de slag bij Ane (1227) werd het cisterciënzer klooster Maria in Campis (of Mariënkamp) bij Coevorden gesticht, als boetedoening voor het overlijden van bisschop Otto van Lippe. Na ruiling van goederen in 1259 werd een nieuw kloostercomplex gebouwd in de marke van Witten, op een zandrug die uitgroeide tot het huidige Assen.
Als gevolg van de reformatie werd het klooster in 1602 opgeheven. De westelijke vleugel van het voormalig kloostergebouw werd daarna onder andere gebruikt voor vergaderingen van het bestuur van het Landschap Drenthe. In de loop van de 17e eeuw werd ook de Etstoel in het gebouw gevestigd, voorloper van het Hof van Justitie. Het pand bestond oorspronkelijk uit één bouwlaag en werd in de 18e eeuw verhoogd. De woning van de abdis werd in gebruik genomen door de rentmeester, die de voormalige kloostergoederen beheerde, en later vervangen door het Drostenhuis (1774-1776).

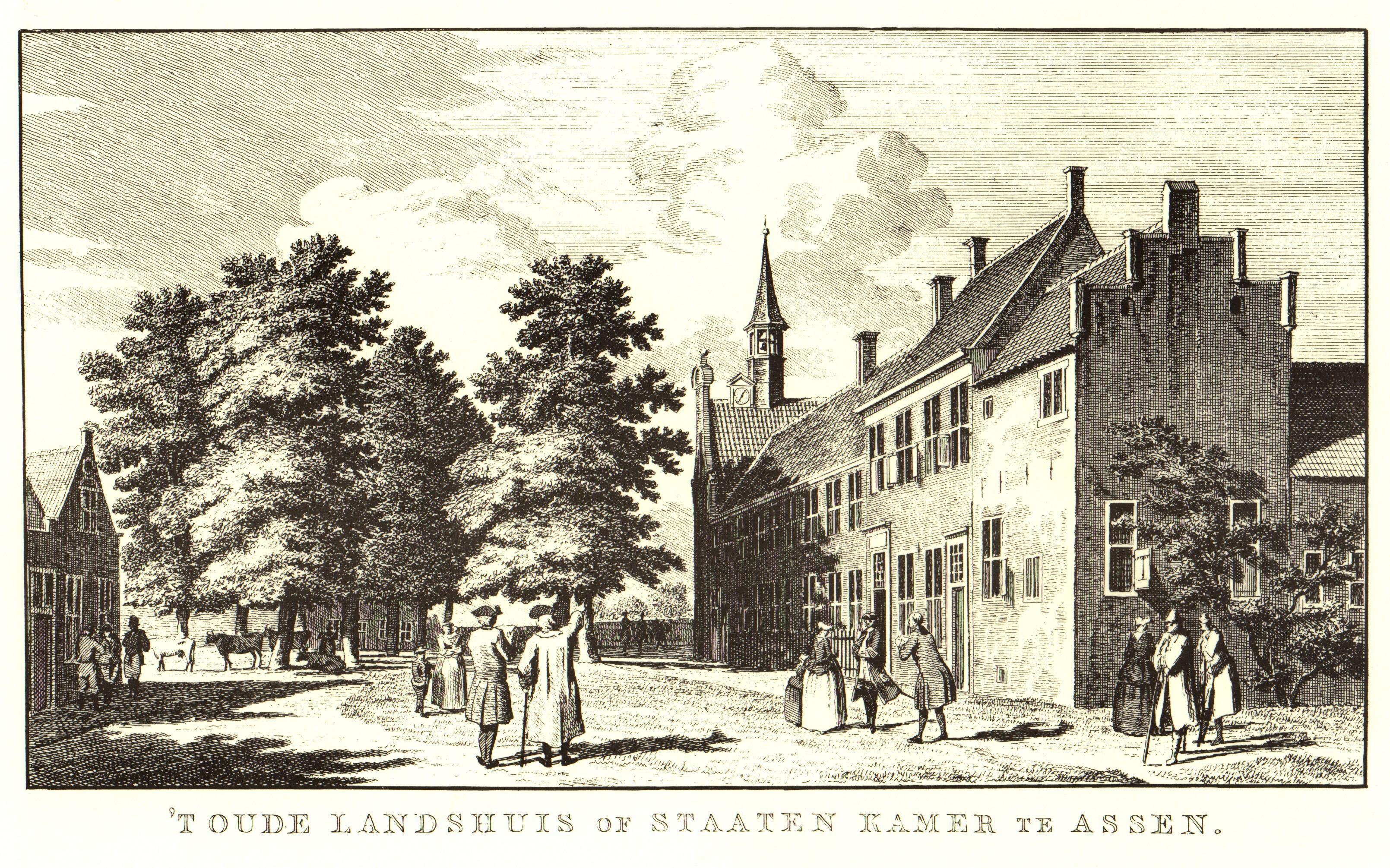
De situatie in de eerste helft van de 18e eeuw, naar een tekening van Cornelis Pronk.

Petrus Hofstede werd in 1807 landdrost van Drenthe en was in 1814 de eerste gouverneur. Drenthe had overigens ten tijde van de Republiek der Zeven Verenigde Nederlanden geen vertegenwoordiging in de Staten-Generaal. Pas bij de oprichting van het Verenigd Koninkrijk der Nederlanden in 1815, werd het een volwaardige provincie. De titel 'gouverneur' werd in 1850 vervangen door 'commissarissen van de Koning(in)'. Het Drostenhuis was tot de Tweede Wereldoorlog de ambtswoning van de opvolgende drosten, gouverneurs en commissarissen.
De Brink werd in 1844 door Roodbaard ingericht tot wandelgebied. De Abdijkerk bleef na de reformatie aanvankelijk als kerk in gebruik. Toen in 1848 de Jozefkerk klaar was, werd het gebouw echter ingericht als gemeentehuis. Tot 1907 was er ook het politiebureau gevestigd. De Abdijkerk werd in 1936 verkocht aan het Rijk voor uitbreiding van het Provinciehuis, maar bleef nog tot 1951 in gebruik als gemeentehuis. Het gemeentebestuur maakte daarnaast sinds 1930 gebruik van het nabijgelegen Huize Tetrode.
Nieuwbouw in de 19e eeuw
De voormalige kloostervleugel was, ondanks de verhoging in de 18e eeuw, alweer snel te klein. In 1826 werd in het midden aan de achterzijde een uitbouw geplaatst, met daarin een vergaderzaal. De uitbouw werd in 1859-1860 vergroot en kreeg een verdieping. In het laatste kwart van de 19e eeuw werden plannen ontwikkeld voor een uitgebreidere aanpak van het complex. De kloostervleugel werd gesloopt en er werd tussen 1882 en 1887 een nieuw neogotisch gebouw neergezet naar een ontwerp van rijksbouwmeester Jacobus van Lokhorst. Jacob Petrus Havelaar was verantwoordelijk voor de indeling, hij was ingenieur (vanaf 1884 hoofdingenieur) van de Provinciale Waterstaat in Drenthe. Het bouwwerk werd uitgevoerd door aannemer Taeke Boonstra.

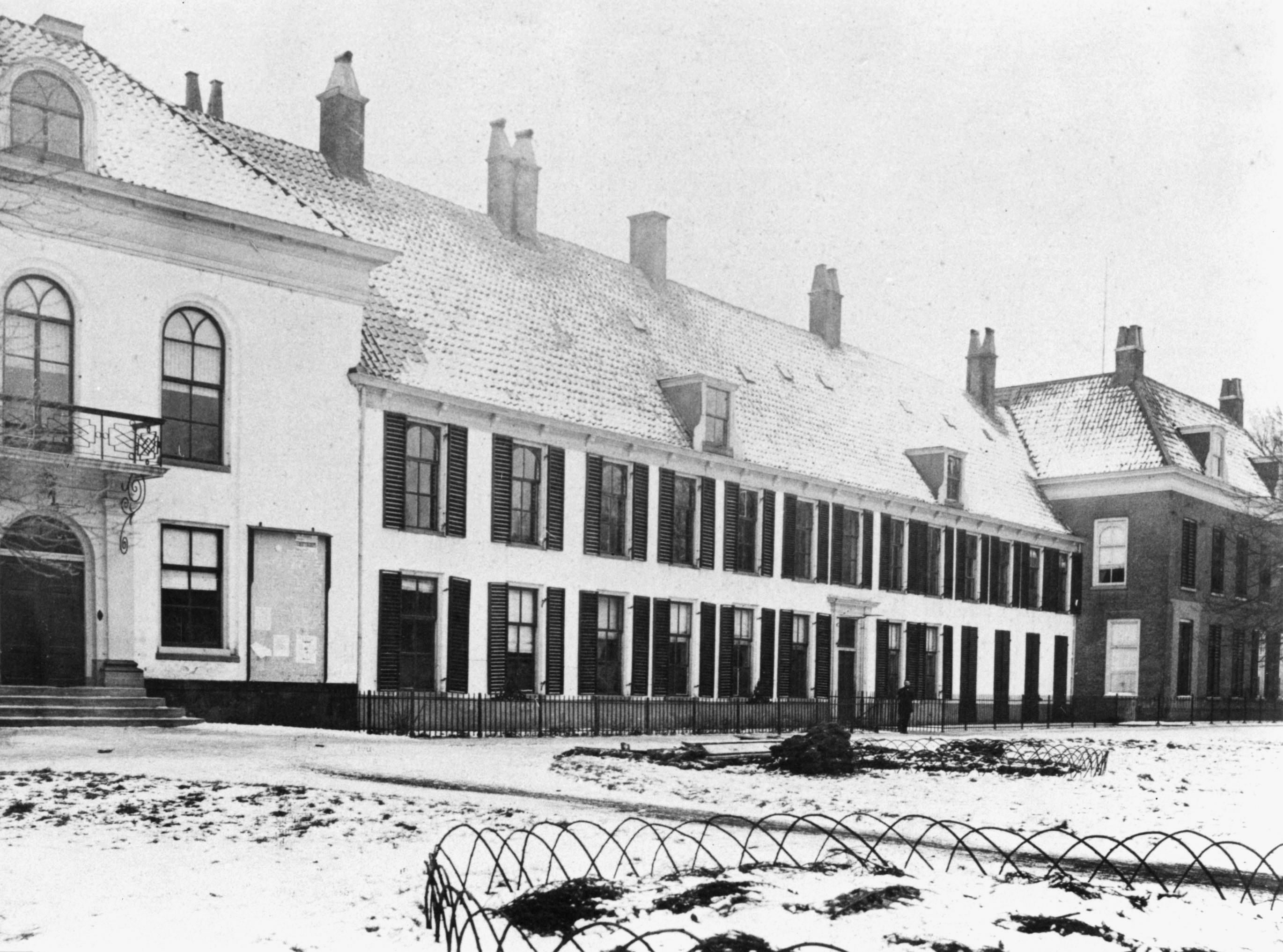
Het voormalig kloostergebouw tussen Abdijkerk en Drostenhuis, kort voor de afbraak (ca. 1881)

In het linkerdeel van het Gouvernementsgebouw werd de werkkamer van de commissaris van de Koning ingericht. In het glas in lood van de erker zijn de namen van de opeenvolgende commissarissen te lezen. Het gedeelte tussen de werkkamer en de entree bestond uit kantoren. In het hogere deel rechts van de monumentale hal en entree werd op de begane grond een balzaal ingericht, die was bedoeld voor recepties en feestelijke bijeenkomsten. Op de bovenverdieping was de vergaderzaal van Gedeputeerde Staten. In het hele gebouw zijn decoratieve schilderingen en elementen te vinden. Zowel op het tegelwerk als de glas-in-loodramen komt de D van Drenthe terug.
In Statenzaal, op de bovenverdieping van de uitbouw, zijn onder meer vijf schilderingen aangebracht van Georg Sturm, uitgevoerd door de gebroeders Florack. De taferelen verwijzen naar de Drentse geschiedenis en tonen de bouw van hunebedden, de prediking van Willehad, de verovering van Drenthe door Karel de Grote, de schenking van Drenthe van keizer Hendrik III aan bisschop Bernold van Utrecht en de voorbereiding van het landrecht in de 17e eeuw. Opvallend is dat juist de slag bij Ane ontbreekt, die uiteindelijk aanleiding was voor de stichting van het gebouwencomplex in Assen. Op de glas-in-loodramen en de wanden in de Statenzaal zijn de namen te lezen van de toenmalige dertig Drentse gemeenten.
Op het bestek van Van Lokhorst staat als bekroning van het hoofdgebouw een beeld van een vrouw in lang gewaad ingetekend, mogelijk Vrouwe Justitia, als verwijzing naar de rechtspraak die hier ooit plaatsvond. Gekozen werd echter voor een beeld van een "oer-Drent", de Germaan, omhangen met een dierenvel. Hij houdt in zijn linkerhand een speer en in zijn rechterhand een hamer. Het beeld werd gemaakt in de Roermondse kunstwerkplaatsen van Cuypers en Stoltzenberg. Zij maakten ook de reliëfs in de gevel, waaronder het wapen van Drenthe boven de entree en de portretmedaillons van koning Willem III en koningin Emma aan weerszijden van het wapen van het Koninkrijk der Nederlanden in de geveltop. Ook het decoratief beeldhouwwerk in het gebouw werd door het atelier Cuypers verzorgd. Zowel binnen als buiten komt in de decoratie het eikenbladmotief terug. Volgens Koopmans maakte het atelier van Te Poel en Stoltefus (ook) ornamenteel beeldhouwwerk voor het gebouw en de kinderfriezen in de gevel. Zij vervaardigden bovendien de voorzittersstoel voor de Statenzaal, naar een ontwerp van Van Lokhorst en J.W.H. Berden.
In 1949 werd in het centrale trappenhuis een gedenkraam geplaatst, als dank van Limburgse evacués die in de hongerwinter werden opgevangen in de provincie Drenthe. Het gebouw was destijds formeel nog eigendom van het Rijk, dat ook de bouw in de 19e eeuw had bekostigd, pas in 1952 werd de provincie Drenthe eigenaar van het complex.
Drents Museum
Het provinciaal bestuur verhuisde in 1973 naar het nieuwe provinciehuis aan de Westerbrink. Het Gouvernementsgebouw werd daarna in gebruik genomen door het Drents Museum. Het museum was in 1854 als Provinciaal Museum van Oudheden begonnen met één kast in het Gouvernementsgebouw. Het huisde vanaf 1904 in het gebouw van het rijksarchief. In 1964 werd het Ontvangershuis toegevoegd aan het museum, later volgden ook het Drostenhuis (1978) en de Abdijkerk (1982). Sinds 2011 wordt als hoofdingang van het museum niet meer de ingang van het Gouvernementsgebouw gebruikt, maar het verbouwde koetshuis aan een pleintje met het Drostenhuis. Een ondergrondse gang verbindt de nieuwe ingang met het oude gebouw.

## Beschrijving

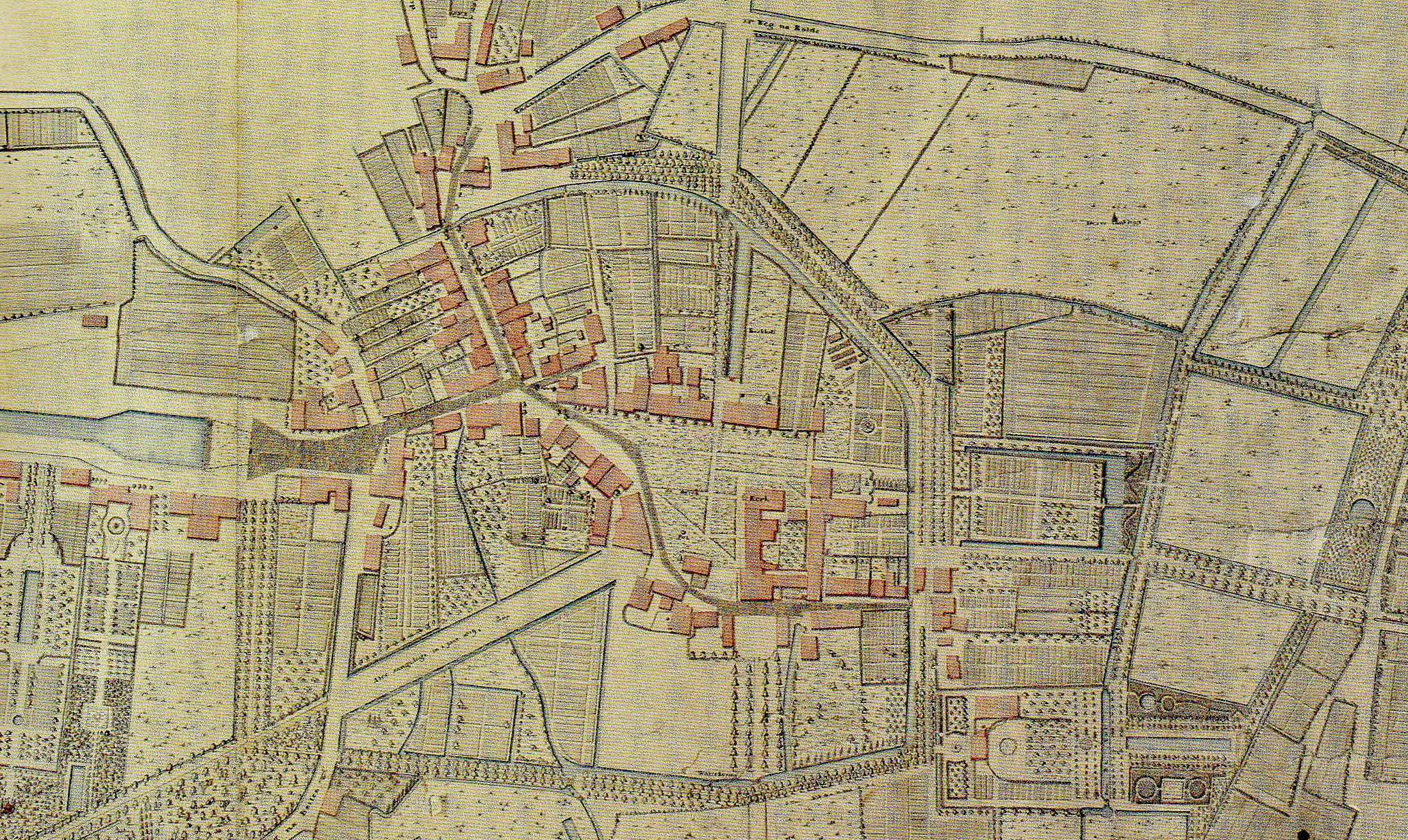
Assen in 1809. Rechts van de Brink het voormalig kloosterterrein.

Van bovenaf gezien vormt het Gouvernementsgebouw met de Abdijkerk en het Drostenhuis een hoofdletter E. De verspringende voorgevel is gericht naar de Brink. Het gebouw heeft twee bouwlagen en is opgetrokken in rode baksteen, onderbroken door witte, natuurstenen banden, onder met Friese pannen gedekte zadel en afgeknotte schilddaken met een aantal kleine dakkapellen die worden bekroond door een piron.

### Exterieur
De voorgevel bestaat uit vier delen, van links naar rechts: een risalerend deel met erker onder een tuitgevel, daarnaast een vijf traveeën brede gevelpartij, vervolgens de entree in een hoger opgaande risaliet met tuitgevel en ten slotte een hoger opgaand rechter geveldeel van vier traveeën breed.
Erker
Het linker geveldeel loopt uit in een tuitgevel met schilddak, die wordt bekroond door een windwijzer. In de geveltop zijn klimmende rondboogvensters geplaatst. De erker loopt over beide bouwlagen, en heeft aan de voorzijde drie vensters per verdieping. Tussen beide verdiepingen is een beschilderde fries te zien, met in hoogreliëf allegorische voorstellingen van de scheepvaart, de wetenschappen, landbouw en veeteelt, de kunsten en de vervening. Een van de putti werkt aan een buste van rijksbouwmeester Van Lokhorst.
Geveldelen
De beide terugliggende geveldelen hebben dezelfde opbouw, zij het in andere verhoudingen. De kruisvensters hebben allemaal een bovenraam met gebrandschilderd glas. Boven de ramen op de benedenverdieping is een rondboog geplaatst, met in het boogvlak vijfpasbogen en mozaïek. Op het glas in de benedenramen op het vijfassig deel (waarachter de kantoren lagen) is de letter D aangebracht. Op de benedenramen in het vierassig deel (waarachter de balzaal lag) zijn muzen afgebeeld, die staan voor de bloemen, de maaltijd, de dronk, de vruchten, de muziek, de voordracht, de dans en het spel. Boven de ramen op de verdieping zijn lateien geplaatst.
Entreepartij
In het vooruitstekende geveldeel bevindt zich onder een rondboog de entreepartij. Aan weerszijden van de houten paneelvleugeldeur zijn mannenkopjes geplaatst, erboven een reliëf zien met eikenbladmotieven en centraal het wapen van Drenthe, daarboven drie glas-in-loodraampjes. De twee lagen met negenruitsvensters hebben in de onderste laag een boogtrommel gevuld met mozaïek en in de bovenste laag rondbogen voorzien van met reliëfs onder een vrouwen- en mannenkopje en "het opschrift "ANNO DOMINI MDCCCLXXXV" (1885). Het boogveld van een overspannende rondboog in de geveltop is eveneens gevuld met een reliëf, met centraal het wapen van Nederland en aan weerszijden de portretten van het koningspaar. De tuitgevel wordt bekroond door een beeld van de de Germaan.

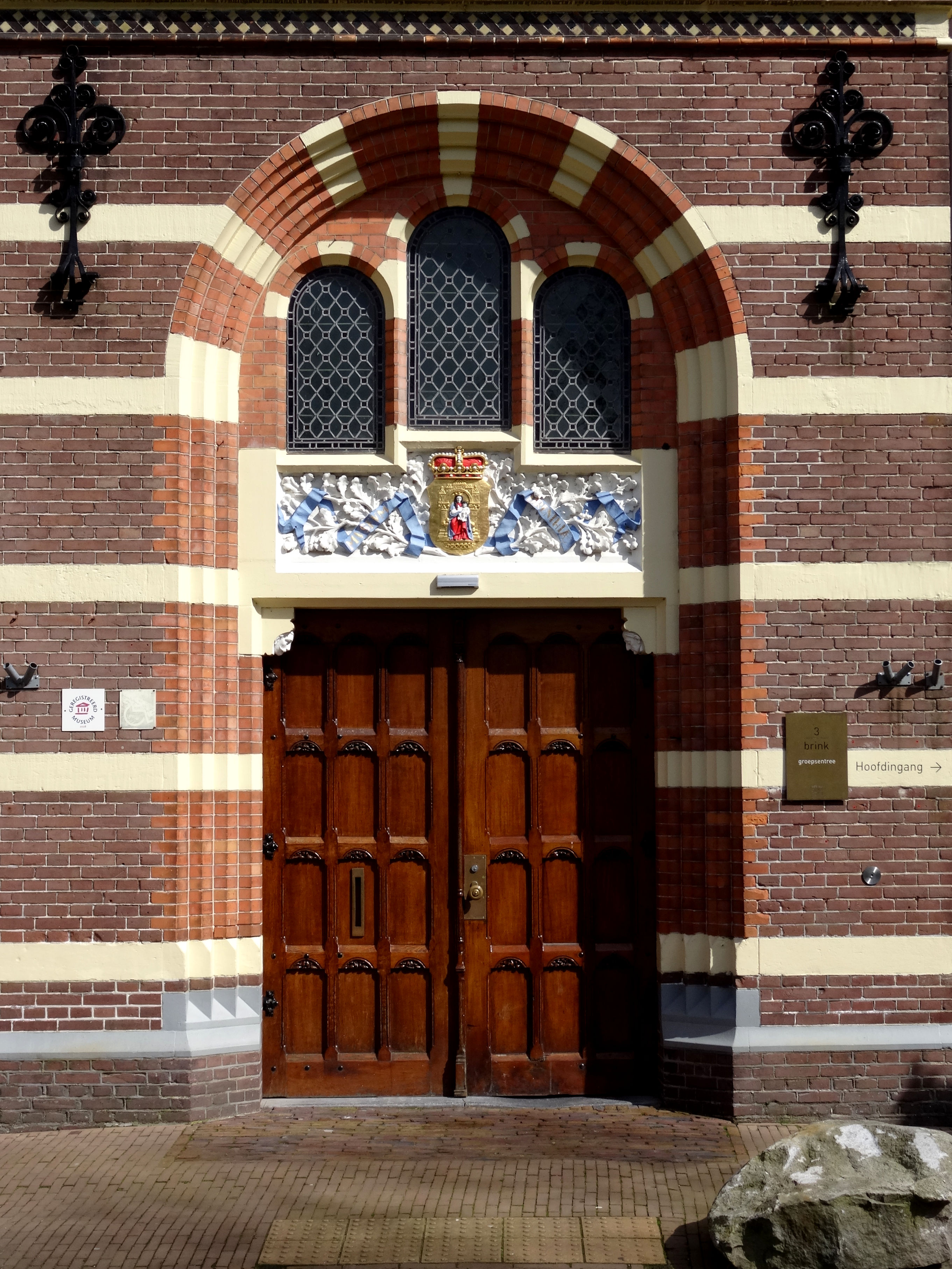
entree
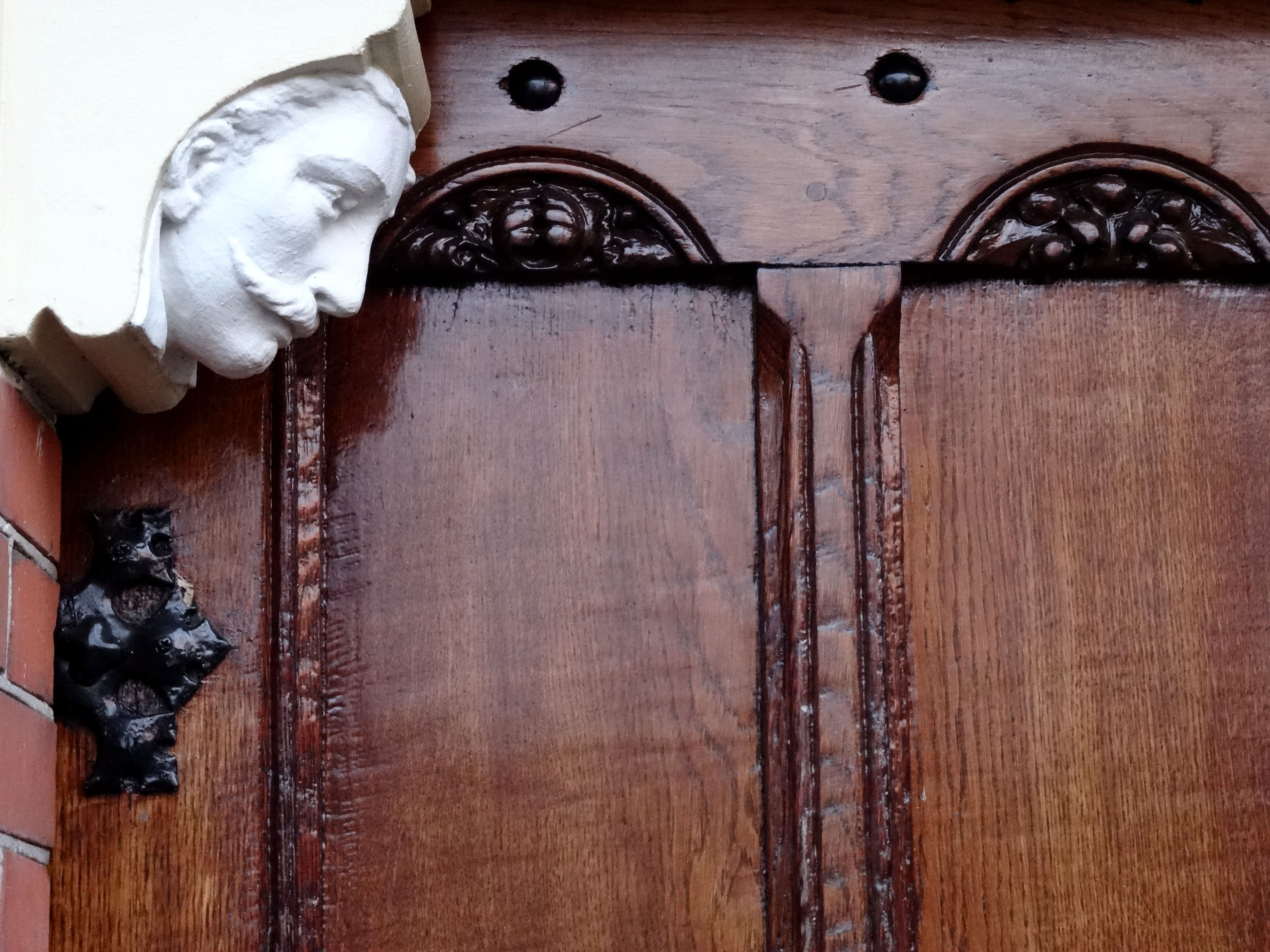
detail entree
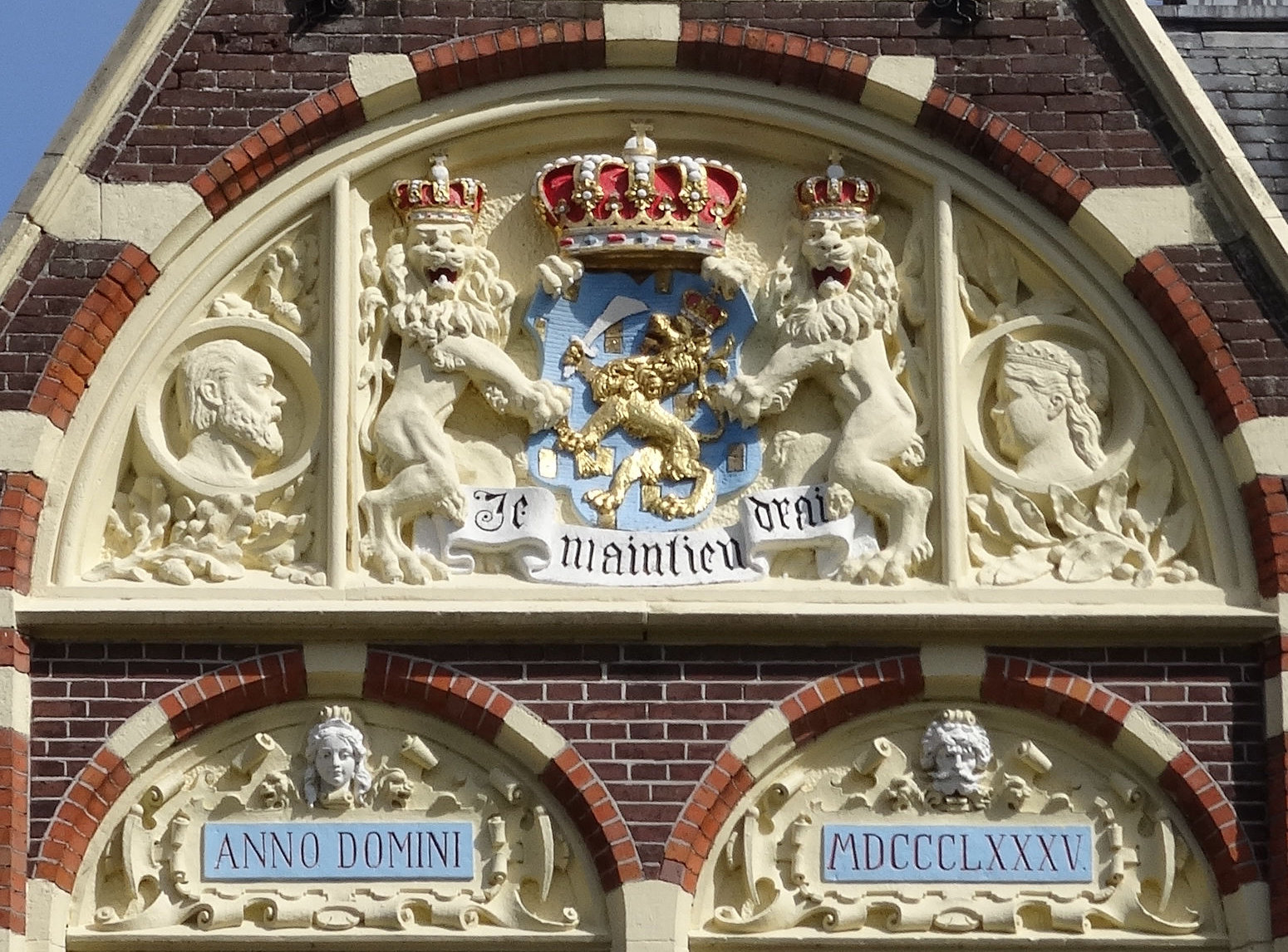
detail topgevel
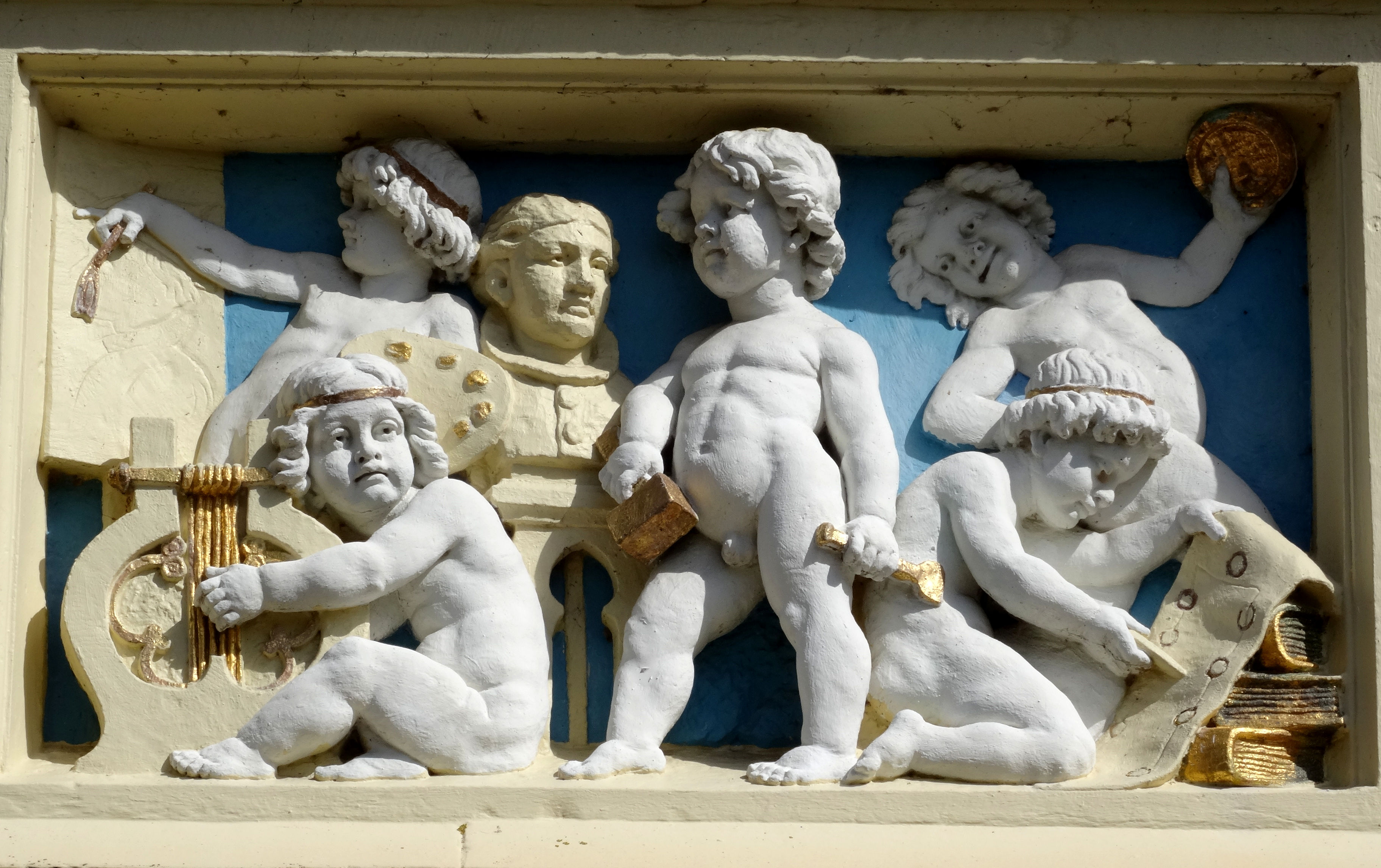
fries met buste van Van Lokhorst
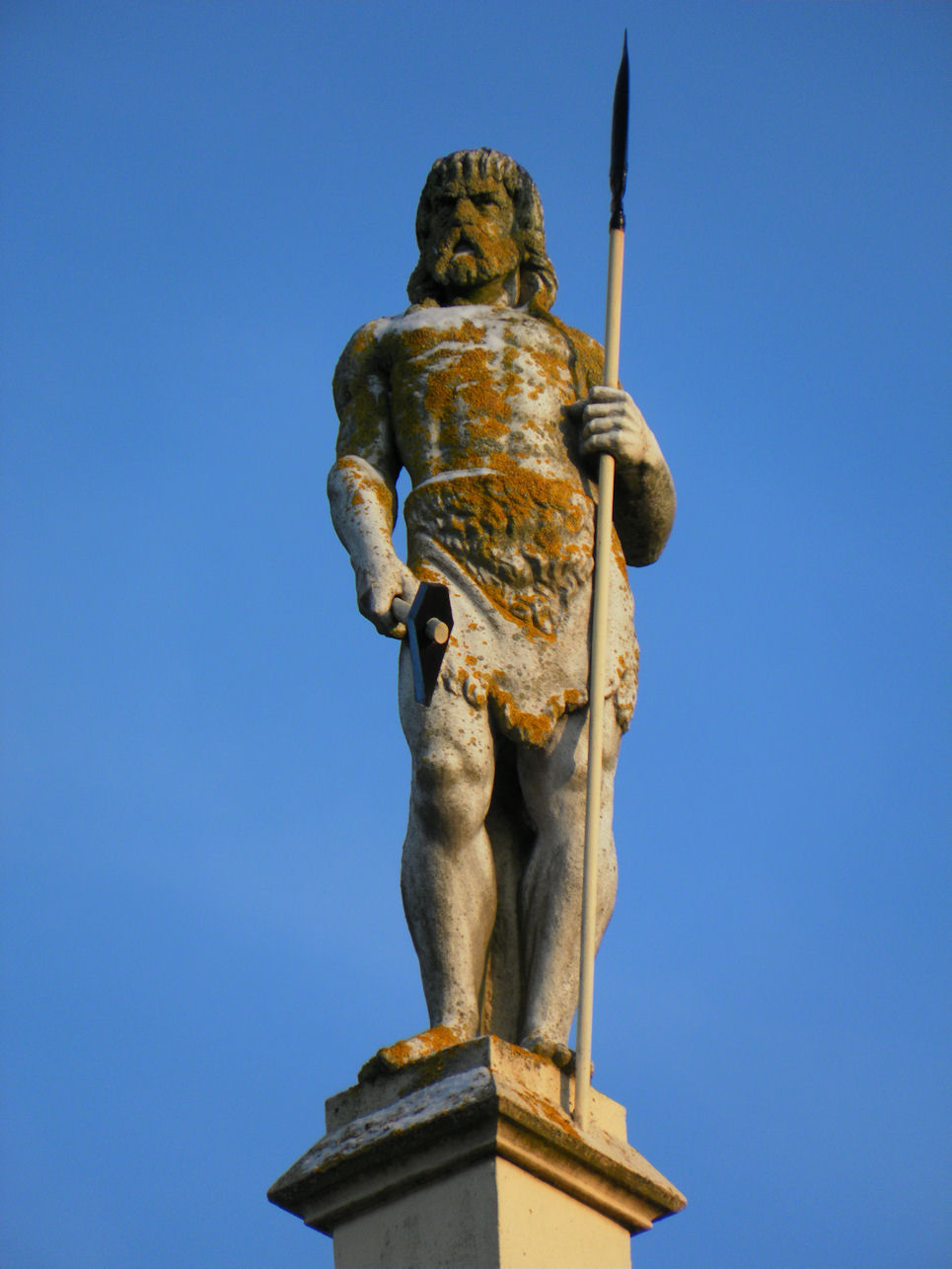
de Germaan

### Interieur

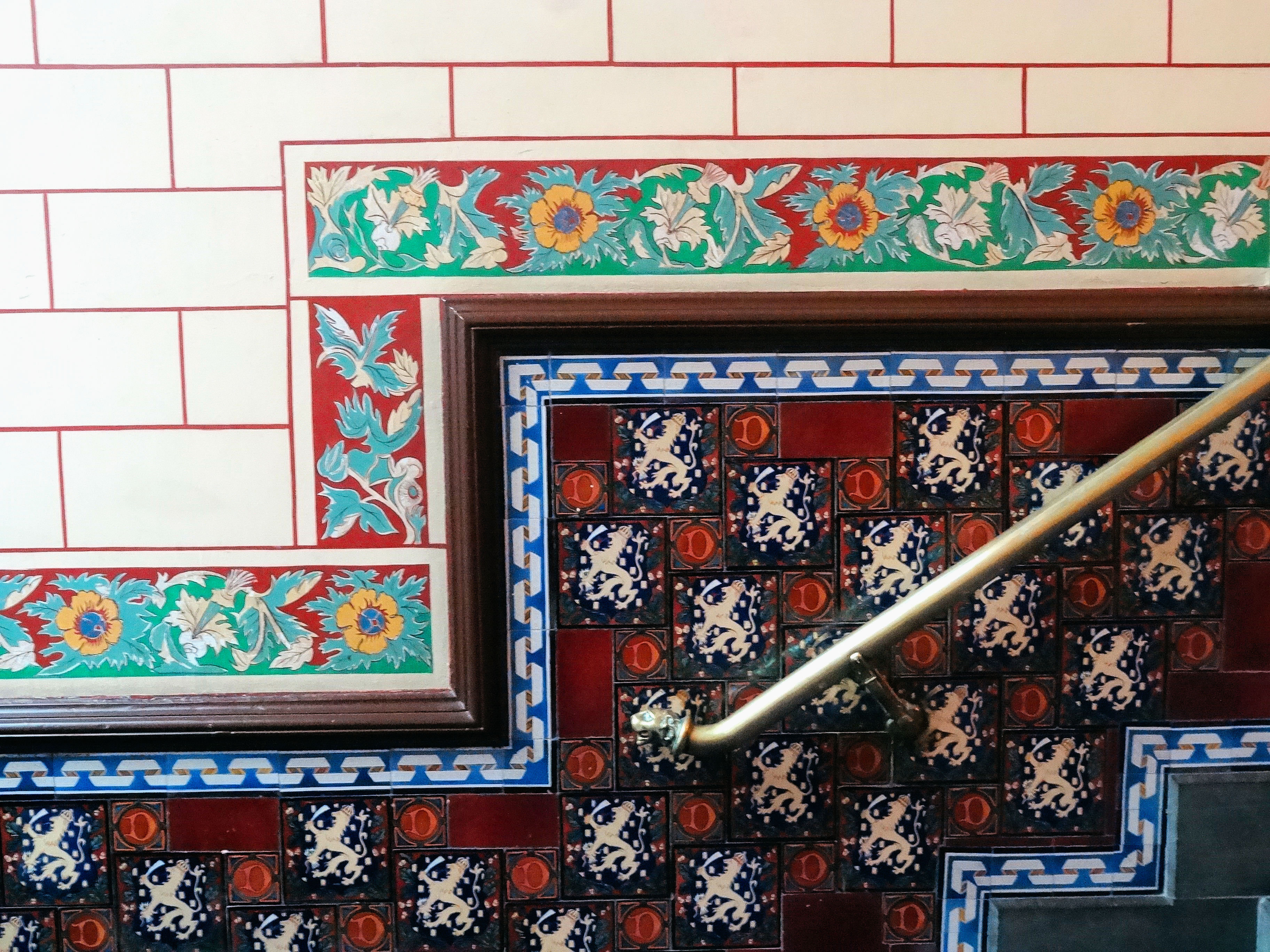
Langs de trap wandtegels met het Nederlands wapen en de oranje D van Drenthe.

In het interieur is grotendeels de originele indeling en decoratie terug te zien. De wanden zijn grotendeels aan de onderzijde betegeld en aan de bovenzijde voorzien van gepleisterde wanden met geschilderde decoraties op andere plaatsen is de lambrisering nog intact. Ook het plafond is voorzien van schilderingen en houtsnijwerk. In de vestibule staan ronde zuilen met kapitelen die de segmentbogen van het gewelfd plafond ondersteunen. De gang links voert naar de werkkamer van de commissaris van de Koning en naar twee wachtkamers. De gang rechts gaat naar de balzaal, waarin twee haarden met een marmeren schouw en houten schoorsteenmantel met spiegel zijn geplaatst. Kraagstukken met putti ondersteunen de plafondbalken. In de oostelijke gang waren de ambtenarenkamers ondergebracht.
De centrale hardstenen trap heeft een groot bordes, de wanden zijn deels betegeld en de smeedijzeren trapleuningen hebben koperen stangen.
De consoles op de bovenverdieping zijn voorzien van portretkoppen die aannemer Boonstra, opzichter van Otterloo en mogelijk Havelaar voorstellen. Het vierde kopje is dat van een vrouw, mogelijk een verwijzing naar Maria. Op deze verdieping bevond zich onder meer de vergaderzaal van de Gedeputeerde Staten. Er is nog een zandstenen schoorsteenmantel te zien met reliëfs en het jaartal 1885.
In de uitbouw aan de achterzijde is op de verdieping de Statenzaal te vinden, met boven de entree de toehoorderstribune. In de bovenramen van de zaal zijn gebrandschilderde gemeentewapens geplaatst. Op de achterwand zijn vijf geschilderde taferelen aangebracht uit de geschiedenis van Drenthe, naar een ontwerp van Georg Sturm.

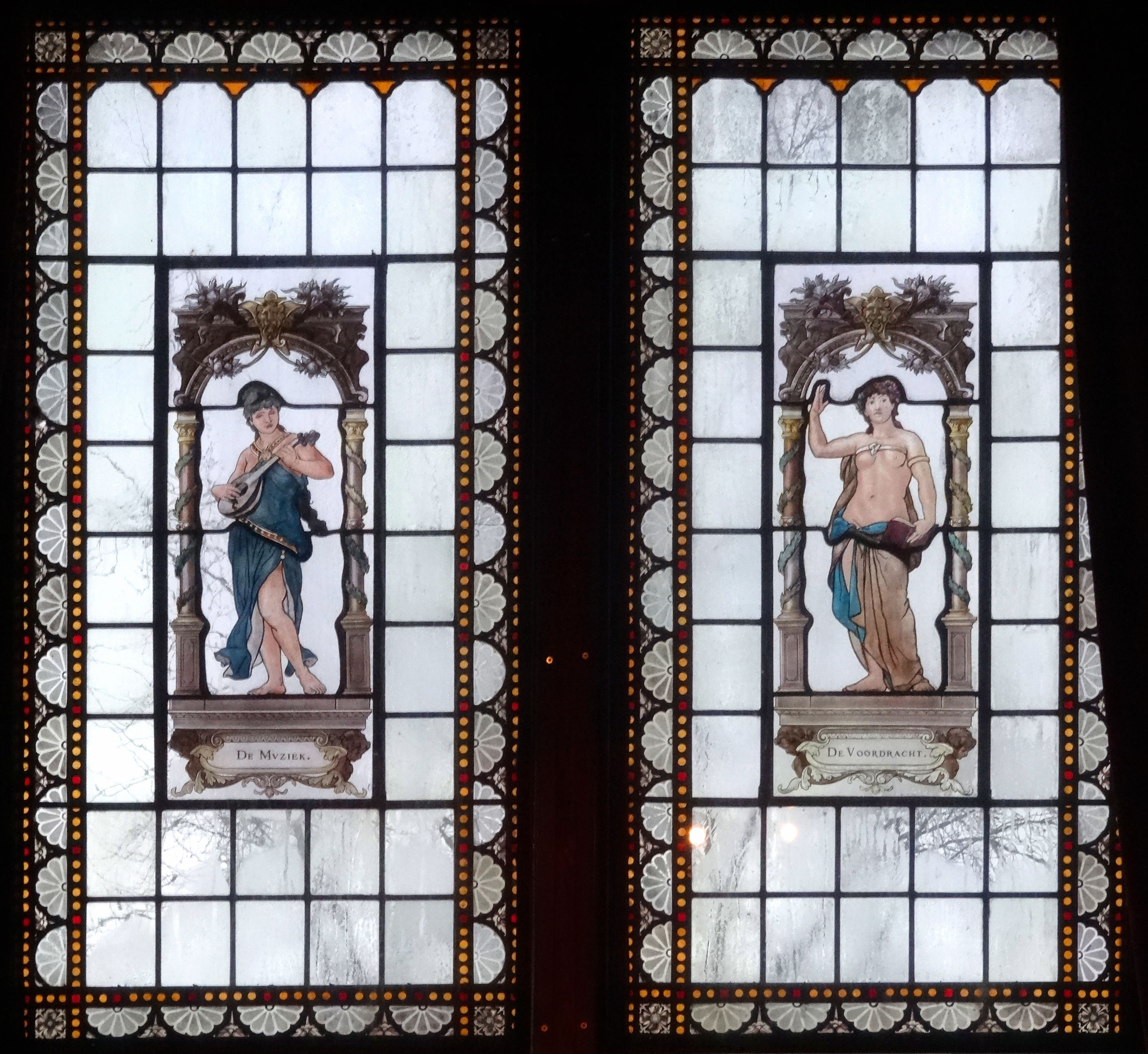
glas-in-loodraam in de balzaal
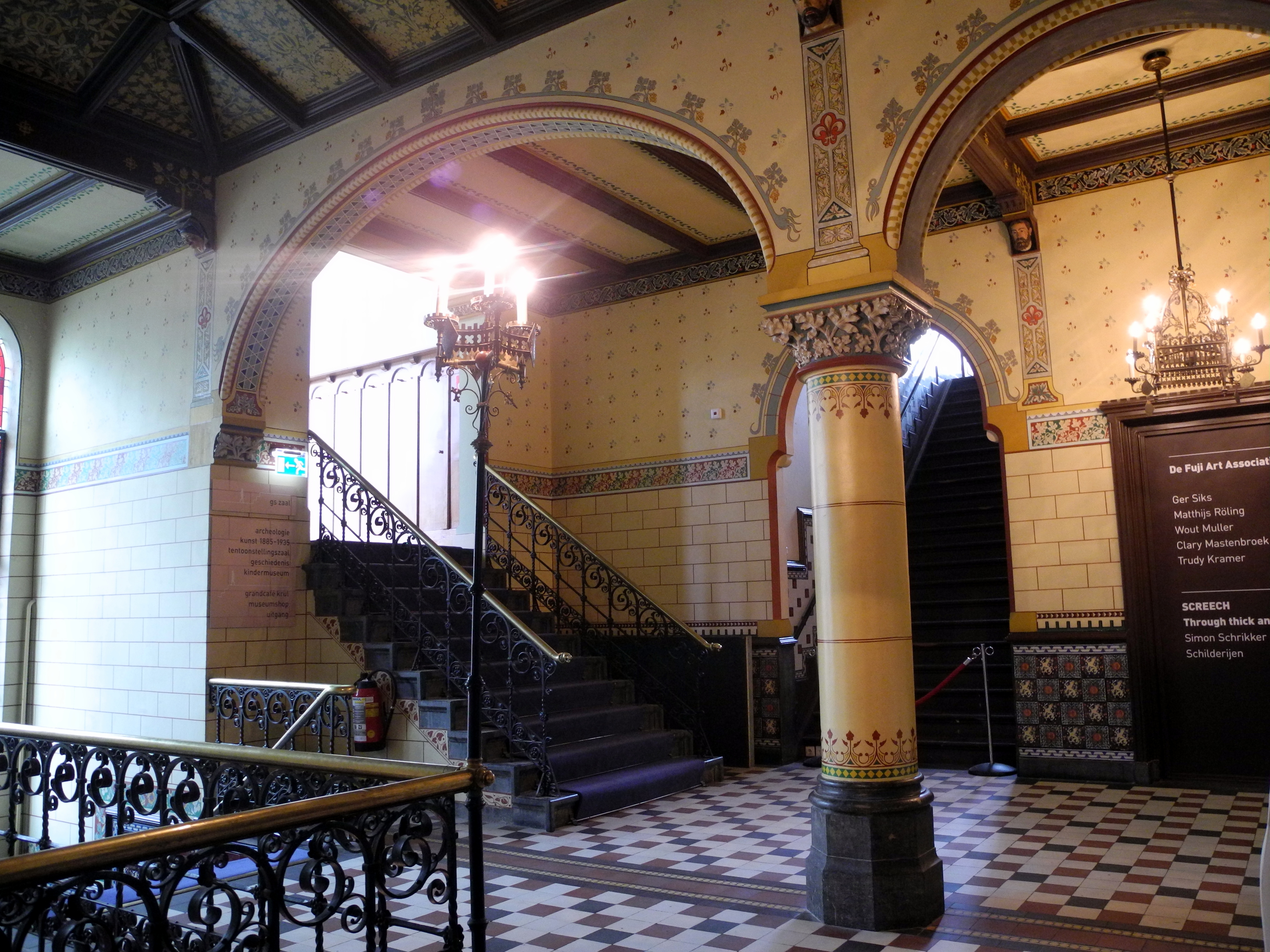
hal boven
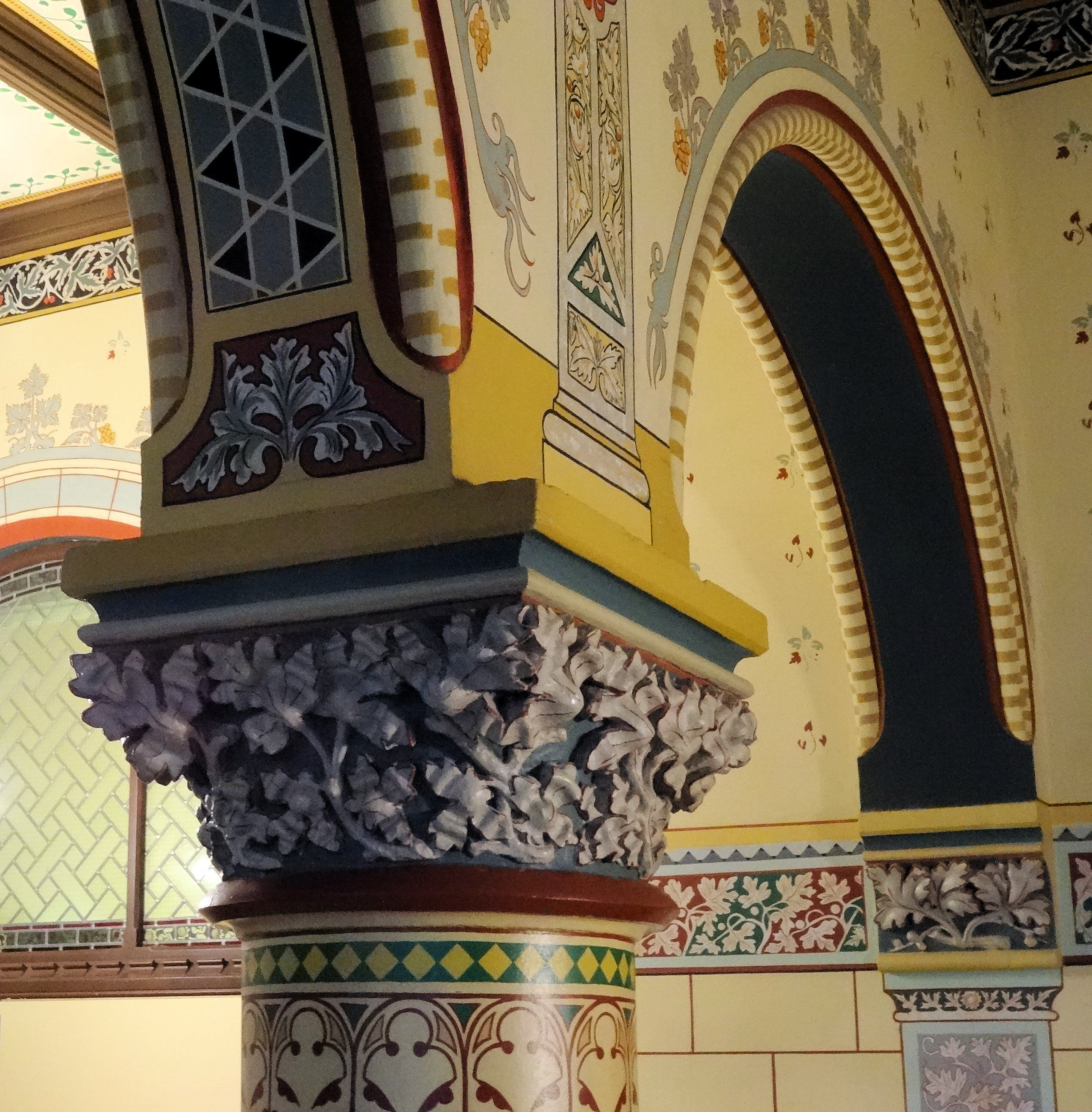
hal boven
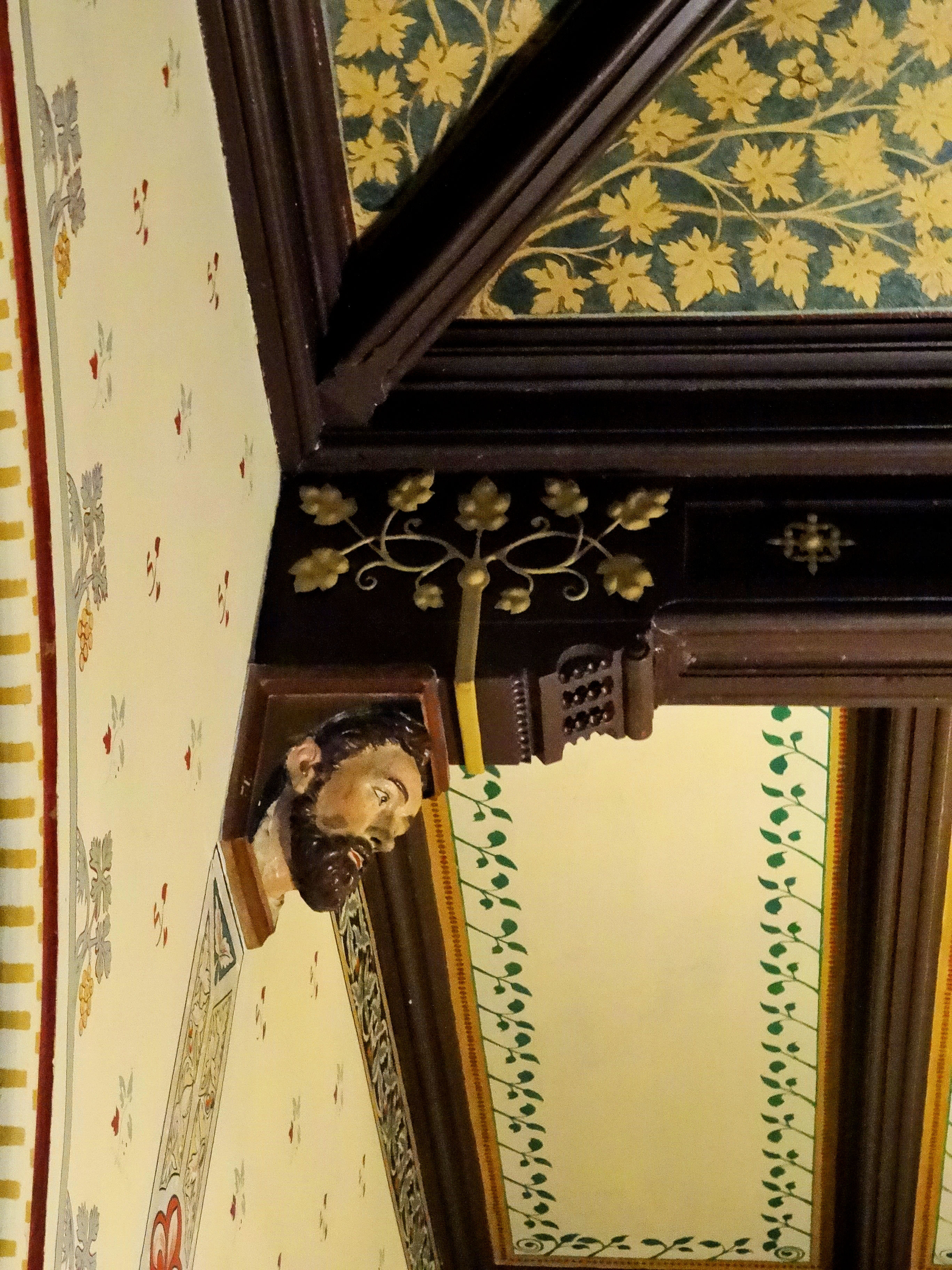
console met vermoedelijk portret van Havelaar
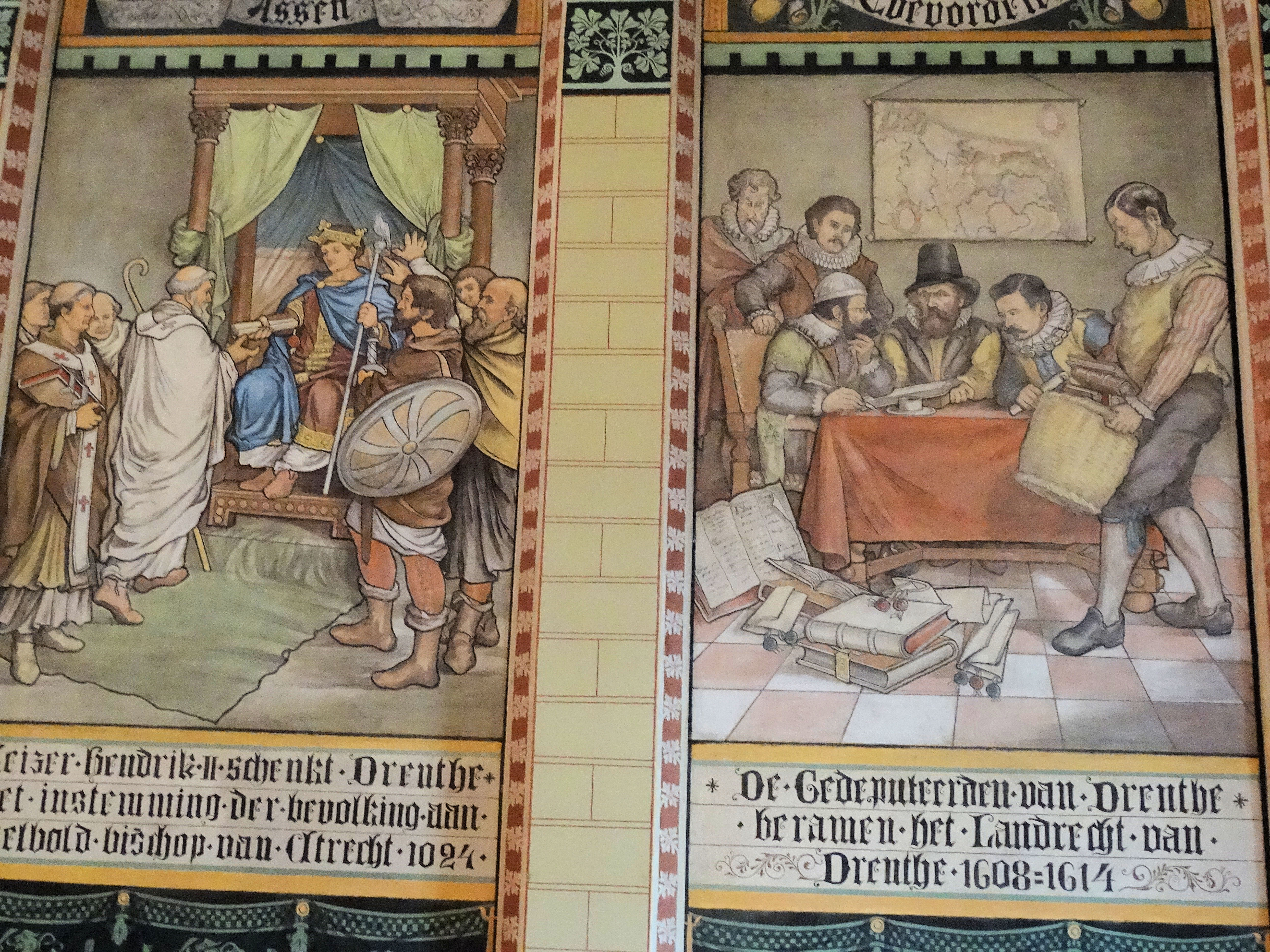
tafereel in de Statenzaal

## Waardering
Het pand werd in 1994 in het monumentenregister opgenomen vanwege de "grote cultuur- en architectuurhistorische waarde" en "de situering op een historische plaats aan de Brink, te midden van andere historisch en architectuurhistorisch waardevolle panden, waarmee het het oude stadshart vormt, is het beeldbepalende gebouw ook van groot stedebouwkundige belang en heeft het grote ensemblewaarde." Het Gouvernementsgebouw is onderdeel van het beschermd stadsgezicht Assen.